# Alexandre Girard-Bille
Jules Alexandre Girard-Bille, född 1899, död 12 april 1961 i Biel i kantonen Bern, var en schweizisk vinteridrottare. Han var aktiv inom backhoppning, längdåkning och nordisk kombination under 1920-talet.

## Karriär
Alexandre Girard-Bille deltog i olympiska vinterspelen 1924 i Chamonix i Frankrike. Han tävlade i samtliga nordiska grenar. Han slutade på åttonde plats i backhoppningen och blev sitt lands mest framgångsrika idrottare i första olympiska vinterspelen. I 18 kilometer längdåkning blev Girard-Bille nummer 26. I tävlingen i nordisk kombination, slutade Girard-Bille som nummer 5 i backhoppningen och som nummer 17 i längdåkningen. Totalt sett slutade han på en 14:e plats i kombinationstävlingen.